# Trofeo delle Regioni

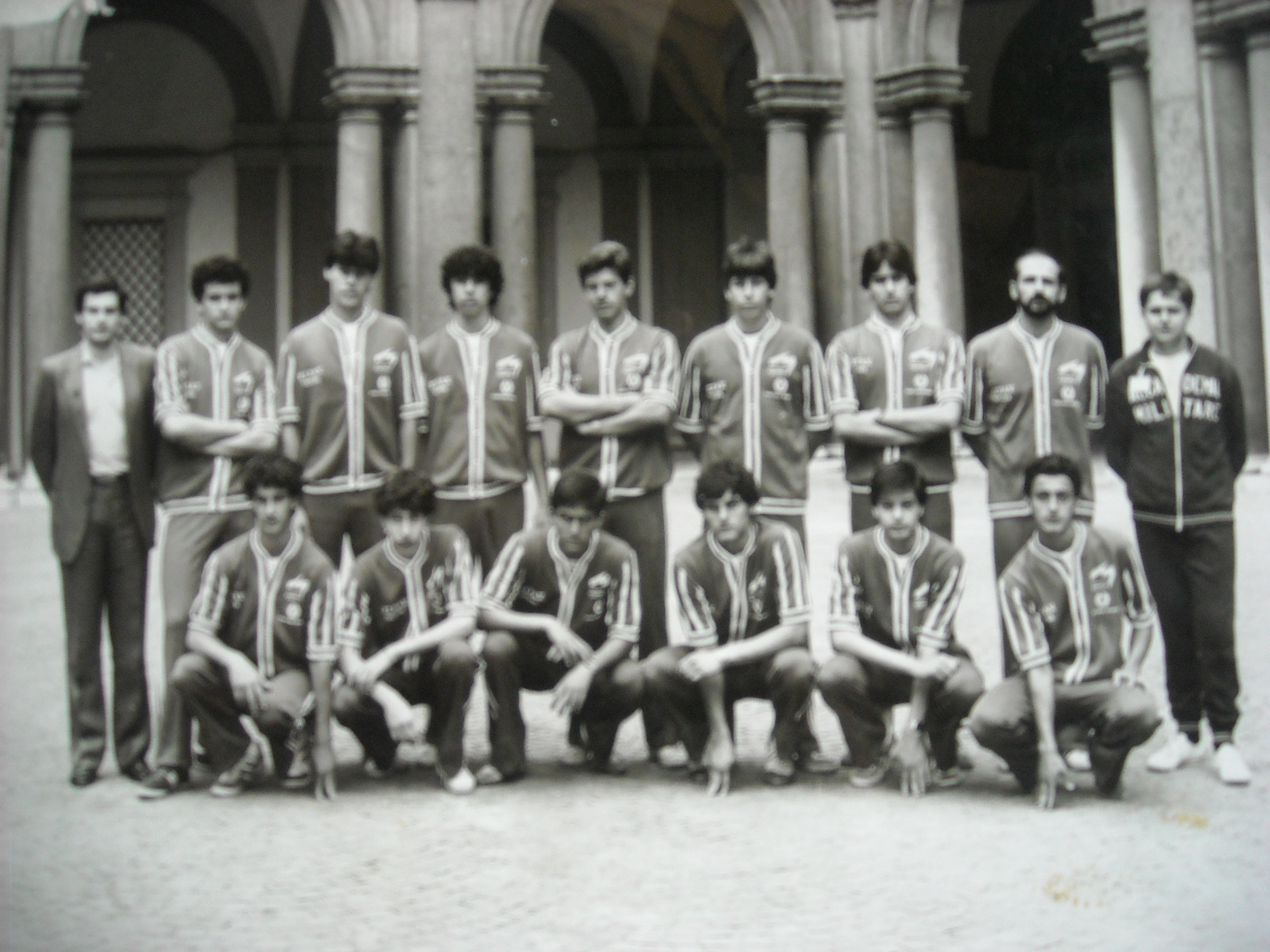

Il Trofeo delle Regioni è un torneo di pallavolo per le rappresentative regionali giovanili. La manifestazione è riservata agli atleti di età inferiore ai sedici anni (Under-16) ed è organizzato a turno da un Comitato Regionale della FIPAV.
Il trofeo presenta quattro tornei distinti: indoor maschile e femminile, beach volley maschile e femminile.

## Storia
La prima edizione si è svolta nel 1982 e prevedeva soltanto il torneo di pallavolo indoor maschile. Cinque anni dopo, nel 1987, si è aggiunto anche quello femminile, mentre dal 2004 si dispuntano anche i tornei di beach volley, sia maschili che femminili.
La manifestazione si disputa annualmente, solo nel 1986 e nel 1993 non venne disputata, inoltre nel 1988 non venne disputato il torneo femminile.

## Regolamento

### Squadre partecipanti
Tutti e quattro i tornei sono disputati da 21 squadre, una per ogni regione (Trentino ed Alto Adige partecipano come due regioni distinte). Nel caso una rappresentativa regionale non dovesse partecipare, viene sostituita da una seconda squadra di un'altra regione, scelta seguendo il Ranking Nazionale FIPAV definito dai risultati delle due precedenti edizioni del Trofeo.
Nelle prime manifestazioni non si riuscì ad avere tutte le regioni "indipendenti" perciò alcune rappresentative erano formate da una selezione di atleti provenienti da due regioni confinanti tra loro: per questo nell'Albo d'oro compaiono delle squadre vincitrici composte dall'unione di più regioni (nel 1983 Abruzzo & Molise e nel 1985 Piemonte & Valle d'Aosta).

### Criterio di partecipazione
A differenza di quanto si possa pensare, il criterio di partecipazione di un atleta non è il luogo di nascita ma il tesseramento. Conta infatti la regione d'appartenenza della squadra in cui l'atleta ha disputato un campionato intero e non il luogo di nascita dell'atleta stesso: ad esempio se un atleta disputa una stagione in una società sarda disputerà il Trofeo con la rappresentativa della Sardegna, ma se l'anno successivo viene ceduto a una squadra pugliese disputerà il Trofeo dell'anno successivo con la rappresentativa della Puglia.
Questa regola ha permesso a molti atleti stranieri di giocare il Trofeo per la rappresentativa della loro "Regione sportiva".

### Punteggio
Per i tornei indoor si disputano 3 set obbligatori (possibilità di risultato 3-0 o 2-1) a 25, tie-break compreso. Tutte le semifinali invece vengono disputate con 3 set non obbligatori (possibilità di risultato 2-0 o 2-1). Le finali vengono disputate con 3 set obbligatori, tranne la finalissima per il 1º e 2º posto che si disputa al meglio dei 5 set come una regolare partita di pallavolo.
In ogni partita si assegnano 3 punti alla squadra vincente per 3-0 o 2-0 e 0 alla squadra perdente, mentre se la partita si decide al tie-break verranno dati 2 punti alla squadra vincente e 1 alla perdente.
Tutte le partite dei tornei di beach volley, dalle eliminatorie alla finale, vengono disputate al meglio dei 3 set a 21, con eventuale tie-break a 15. A differenza dell'indoor vengono assegnati 2 punti alla squadra vincente e 0 alla perdente, anche se la partita finisce al tie-break.

### Formula di svolgimento

#### Indoor
Per la prima fase le 21 squadre sono divise in 7 gironi da 3 squadre, seguendo il Ranking Nazionale. In base ai risultati e alle posizioni in classifica di questi gironi si riformuleranno per la seconda fase altri 7 gironi da 3 squadre seguendo il seguente ordine: 1°-14°-21°, 2°-13°-20°, 3°-12°-19°, 4°-11°-18°, 5°-10°-17°, 6°-9°-16°, 7°-8°-15°, facendo i dovuti spostamenti nel caso ci siano abbinamenti già avvenuti nella prima fase.
Per la terza fase si stila un'ulteriore classifica che tenga conto dei risultati della prima e della seconda fase, di conseguenza si divide il torneo: un torneo vincenti, composto dalle prime 12 classificate che vengono inserite in 3 gironi da quattro squadre secondo lo schema 1°-8°-12°, 2°-7°-11°, 3°-6°-10°, 4°-5°-9°, e un torneo perdenti composto dalle rimanenti 9 rappresentative radunate in 3 gironi da 3 squadre in questo modo: 13°-18°-21°, 14°-17°-20°, 15°-16°-19°. Dopo questi 3 gironi verranno creati 3 triangolari che decideranno le posizioni finali dal 13º al 21º posto.
Le 4 terze classificate del torneo vincenti disputeranno le finali 9º-12º posto, mentre le 4 seconde classificate quelle per decidere i posti dal 5º all'8º posto.
Infine, le prime 4 classificate della fase vincenti disputeranno le semifinali e la conseguente finale per il 1º posto.

#### Beach volley
Per la prima fase le 21 squadre sono divise in 7 gironi da 3 squadre, seguendo il Ranking Nazionale.
In base ai risultati e alle posizioni in classifica di questi gironi si riformuleranno per la seconda fase altri 7 gironi da 3 squadre seguendo il seguente ordine: 1°-14°-21°, 2°-13°-20°, 3°-12°-19°, 4°-11°-18°, 5°-10°-17°, 6°-9°-16°, 7°-8°-15°, facendo i dovuti spostamenti nel caso ci siano abbinamenti già avvenuti nella prima fase. Per la fase finale si stila un'ulteriore classifica che tenga conto dei risultati della prima e della seconda fase, in base alla quale saranno inserite tutte in un tabellone a doppia eliminazione.

## Il logo
Il logo della manifestazione rappresenta un sole stilizzato con 21 raggi, uno per ogni Regione italiana (considerando le province autonome di Trento e Bolzano come due regioni). I raggi sono disegnati a forma di triangoli irregolari, colorati con i colori dell'arcobaleno. In questo modo si esprime la gioia dello stare assieme e del sfidarsi reciprocamente mantenendo sempre un atteggiamento di lealtà e fair play.
Da quando la manifestazione è sponsorizzata dalla Ferrero al logo si è aggiunta la scritta Kinderiadi con i caratteri che ricordano il celebre marchio italiano.
Nel 2022 lo sponsor divenne AiA, infatti ora viene chiamata “aequilibrium cup”

## Albo d'oro

### Albo d'oro completo
| Anno          | Indoor maschile          | Indoor femminile | Beach volley maschile | Beach volley femminile |
| ------------- | ------------------------ | ---------------- | --------------------- | ---------------------- |
| 1982 Dettagli | Emilia-Romagna           |                  | Non istituiti         | Non istituiti          |
| 1983 Dettagli | Abruzzo & Molise         |                  | Non istituiti         | Non istituiti          |
| 1984 Dettagli | Emilia-Romagna           |                  | Non istituiti         | Non istituiti          |
| 1985 Dettagli | Piemonte & Valle d'Aosta |                  | Non istituiti         | Non istituiti          |
| 1986          | Non disputato            | Non disputato    | Non istituiti         | Non istituiti          |
| 1987 Dettagli | Marche                   | Toscana          | Non istituiti         | Non istituiti          |
| 1988          | Marche                   | Non disputato    | Non istituiti         | Non istituiti          |
| 1989 Dettagli | Emilia-Romagna           | Abruzzo          | Non istituiti         | Non istituiti          |
| 1990 Dettagli | Marche                   | Toscana          | Non istituiti         | Non istituiti          |
| 1991 Dettagli | Campania                 | Toscana          | Non istituiti         | Non istituiti          |
| 1992 Dettagli | Emilia-Romagna           | Marche           | Non istituiti         | Non istituiti          |
| 1993          | Non disputati            | Non disputati    | Non istituiti         | Non istituiti          |
| 1994 Dettagli | Marche                   | Toscana          | Non istituiti         | Non istituiti          |
| 1995 Dettagli | Marche                   | Piemonte         | Non istituiti         | Non istituiti          |
| 1996 Dettagli | Marche                   | Piemonte         | Non istituiti         | Non istituiti          |
| 1997 Dettagli | Marche                   | Emilia-Romagna   | Non istituiti         | Non istituiti          |
| 1998 Dettagli | Veneto                   | Lombardia        | Non istituiti         | Non istituiti          |
| 1999 Dettagli | Campania                 | Lombardia        | Non istituiti         | Non istituiti          |
| 2000 Dettagli | Lombardia                | Lombardia        | Non istituiti         | Non istituiti          |
| 2001 Dettagli | Veneto                   | Campania         | Non istituiti         | Non istituiti          |
| 2002 Dettagli | Marche                   | Veneto           | Non istituiti         | Non istituiti          |
| 2003 Dettagli | Marche                   | Sicilia          | Non istituiti         | Non istituiti          |
| 2004 Dettagli | Veneto                   | Lombardia        | Emilia-Romagna        | Emilia-Romagna         |
| 2005 Dettagli | Veneto                   | Lombardia        | Puglia                | Veneto                 |
| 2006 Dettagli | Piemonte                 | Emilia-Romagna   | Emilia-Romagna        | Sicilia                |
| 2007 Dettagli | Emilia-Romagna           | Piemonte         | Puglia                | Veneto                 |
| 2008 Dettagli | Lazio                    | Lombardia        | Lazio                 | Marche                 |
| 2009 Dettagli | Campania                 | Lombardia        | Trentino              | Emilia-Romagna         |
| 2010 Dettagli | Piemonte                 | Emilia-Romagna   | Veneto                | Abruzzo                |
| 2011 Dettagli | Veneto                   | Piemonte         | Veneto                | Piemonte               |
| 2012 Dettagli | Trentino                 | Lombardia        | Emilia-Romagna        | Veneto                 |
| 2013 Dettagli | Lombardia                | Lombardia        | Trentino              | Lazio                  |
| 2014 Dettagli | Lombardia                | Piemonte         | Marche                | Lombardia              |
| 2015 Dettagli | Lombardia                | Lombardia        | Abruzzo               | Marche                 |
| 2016 Dettagli | Puglia                   | Veneto           | Marche                | Abruzzo                |
| 2017 Dettagli | Veneto                   | Lombardia        | Veneto                | Veneto                 |
| 2018 Dettagli | Lombardia                | Lazio            | Veneto                | Veneto                 |
| 2019 Dettagli | Puglia                   | Veneto           | Liguria               | Veneto                 |
| 2022          | Veneto                   | Lombardia        |                       |                        |
|               |                          |                  |                       |                        |

### Vittorie per regioni

#### Indoor Maschile
| Regione                  | Vittorie | Anni                                                 |
| ------------------------ | -------- | ---------------------------------------------------- |
| Marche                   | 9        | 1987, 1988, 1990, 1994, 1995, 1996, 1997, 2002, 2012 |
| Veneto                   | 7        | 1998, 2001, 2004, 2005, 2011, 2017, 2022             |
| Emilia-Romagna           | 5        | 1982, 1984, 1989, 1992, 2007                         |
| Lombardia                | 5        | 2000, 2013, 2014, 2015, 2018                         |
| Campania                 | 3        | 1991, 1999, 2009                                     |
| Piemonte                 | 2        | 2006, 2010                                           |
| Puglia                   | 2        | 2016, 2019                                           |
| Abruzzo & Molise         | 1        | 1983                                                 |
| Piemonte & Valle d'Aosta | 1        | 1985                                                 |
| Lazio                    | 1        | 2008                                                 |
| Trentino                 | 1        | 2012                                                 |

#### Indoor Femminile
| Regione        | Vittorie | Anni                                                                   |
| -------------- | -------- | ---------------------------------------------------------------------- |
| Lombardia      | 12       | 1998, 1999, 2000, 2004, 2005, 2008, 2009, 2012, 2013, 2015, 2017, 2022 |
| Piemonte       | 5        | 1995, 1996, 2007, 2011, 2014                                           |
| Toscana        | 4        | 1987, 1990, 1991, 1994                                                 |
| Emilia-Romagna | 3        | 1997, 2006, 2010                                                       |
| Veneto         | 3        | 2002, 2016, 2019                                                       |
| Campania       | 1        | 2001                                                                   |
| Abruzzo        | 1        | 1989                                                                   |
| Marche         | 1        | 1992                                                                   |
| Sicilia        | 1        | 2003                                                                   |
| Lazio          | 2        | 2018                                                                   |

#### Beach Volley Maschile
| Regione        | Vittorie | Anni                   |
| -------------- | -------- | ---------------------- |
| Veneto         | 4        | 2010, 2011, 2017, 2018 |
| Emilia-Romagna | 3        | 2004, 2006, 2012       |
| Marche         | 2        | 2014, 2016             |
| Puglia         | 2        | 2005, 2007             |
| Trentino       | 2        | 2009, 2013             |
| Lazio          | 1        | 2008                   |
| Abruzzo        | 1        | 2015                   |
| Liguria        | 1        | 2019                   |

#### Beach Volley Femminile
| Regione        | Vittorie | Anni                               |
| -------------- | -------- | ---------------------------------- |
| Veneto         | 6        | 2005, 2007, 2012, 2017, 2018, 2019 |
| Marche         | 2        | 2008, 2015                         |
| Emilia-Romagna | 2        | 2004, 2009                         |
| Abruzzo        | 2        | 2010, 2016                         |
| Sicilia        | 1        | 2006                               |
| Piemonte       | 1        | 2011                               |
| Lazio          | 1        | 2013                               |
| Lombardia      | 1        | 2014                               |

### Vittorie totali
| Regione                  | Ind.M. | Ind.F. | Bea.M. | Bea.F. | Tot. |
| ------------------------ | ------ | ------ | ------ | ------ | ---- |
| Veneto                   | 6      | 3      | 4      | 6      | 19   |
| Lombardia                | 5      | 11     | -      | 1      | 17   |
| Marche                   | 9      | 1      | 2      | 2      | 14   |
| Emilia-Romagna           | 5      | 3      | 3      | 2      | 13   |
| Piemonte                 | 2      | 5      | -      | 1      | 8    |
| Toscana                  | -      | 4      | -      | -      | 4    |
| Campania                 | 3      | 1      | -      | -      | 4    |
| Puglia                   | 2      | -      | 2      | -      | 4    |
| Lazio                    | 1      | 1      | 1      | 1      | 4    |
| Trentino                 | 1      | -      | 2      | -      | 3    |
| Abruzzo                  | 1      | -      | 1      | 1      | 3    |
| Sicilia                  | -      | 1      | -      | 1      | 2    |
| Liguria                  | 1      | -      | -      | -      | 1    |
| Piemonte & Valle d'Aosta | 1      | -      | -      | -      | 1    |
| Abruzzo & Molise         | 1      | -      | -      | -      | 1    |